# Iridoplecta ochrias
Iridoplecta ochrias är en fjärilsart som beskrevs av Reginald James West 1929.
Iridoplecta ochrias ingår i släktet Iridoplecta och familjen mätare. Inga underarter finns listade i Catalogue of Life.